# Natalia Baranova-Masolkina
Natalia Ivanovna Baranova-Masolkina (ryska: Наталья Ивановна Баранова-Масалкина), född den 25 februari 1975, är en rysk före detta längdåkare. 
Baranova-Masolkina tävlade i världscupen mellan åren 1995 och 2006. Totalt blev det två segrar i världscupen båda som en del av det ryska stafettlaget. 
Bland Baranova-Masolkinas mästerskapsmeriter finns ett OS-guld 2006 i stafett. Dessutom tog hon två medaljer vid VM 2005.